# Vladislàvivka
Vladislàvivka (en (ucraïnès): Владиславівка) és un poble de la República Autònoma de Crimea a Ucraïna, que el 2014 tenia 839 habitants. Pertany al districte de Nijnegorski.